# カステル・サンタンジェロ
カステル・サンタンジェロ（伊: Castel Sant'Angelo）は、イタリア共和国ラツィオ州リエーティ県にある、人口約1,200人の基礎自治体（コムーネ）。

## 地理

### 位置・広がり
リエーティ県中部にある山間のコムーネ。県都リエーティから東へ14kmの距離にある。

#### 隣接コムーネ
隣接するコムーネは以下の通り。
- ボルゴ・ヴェリーノ
- チッタドゥカーレ
- ミチリアーノ
- リエーティ

コムーネの領域は、北と東をボルゴ・ヴェリーノに、南と西をチッタドゥカーレに境界を接し、わずかに北北東の先端でリエーティとミチリアーノに接する。

### 気候分類・地震分類
カステル・サンタンジェロにおけるイタリアの気候分類 (it) および度日は、zona E, 2487 GGである。
また、イタリアの地震リスク階級 (it) では、zona 1 (sismicità alta) に分類される。

## 行政

### 分離集落
カステル・サンタンジェロには、以下の分離集落（フラツィオーネ）がある。
- Cànetra (sede comunale), Castel Sant'Angelo, Cotilia Terme, Mozza, Pagliara, Paterno, Piè di Castello, Piedimozza, Piè di Paterno, Ponte Alto, Ponte Basso, Ponte Santa Margherita, Vasche, Villa Ornaro, Ville